# Mieze

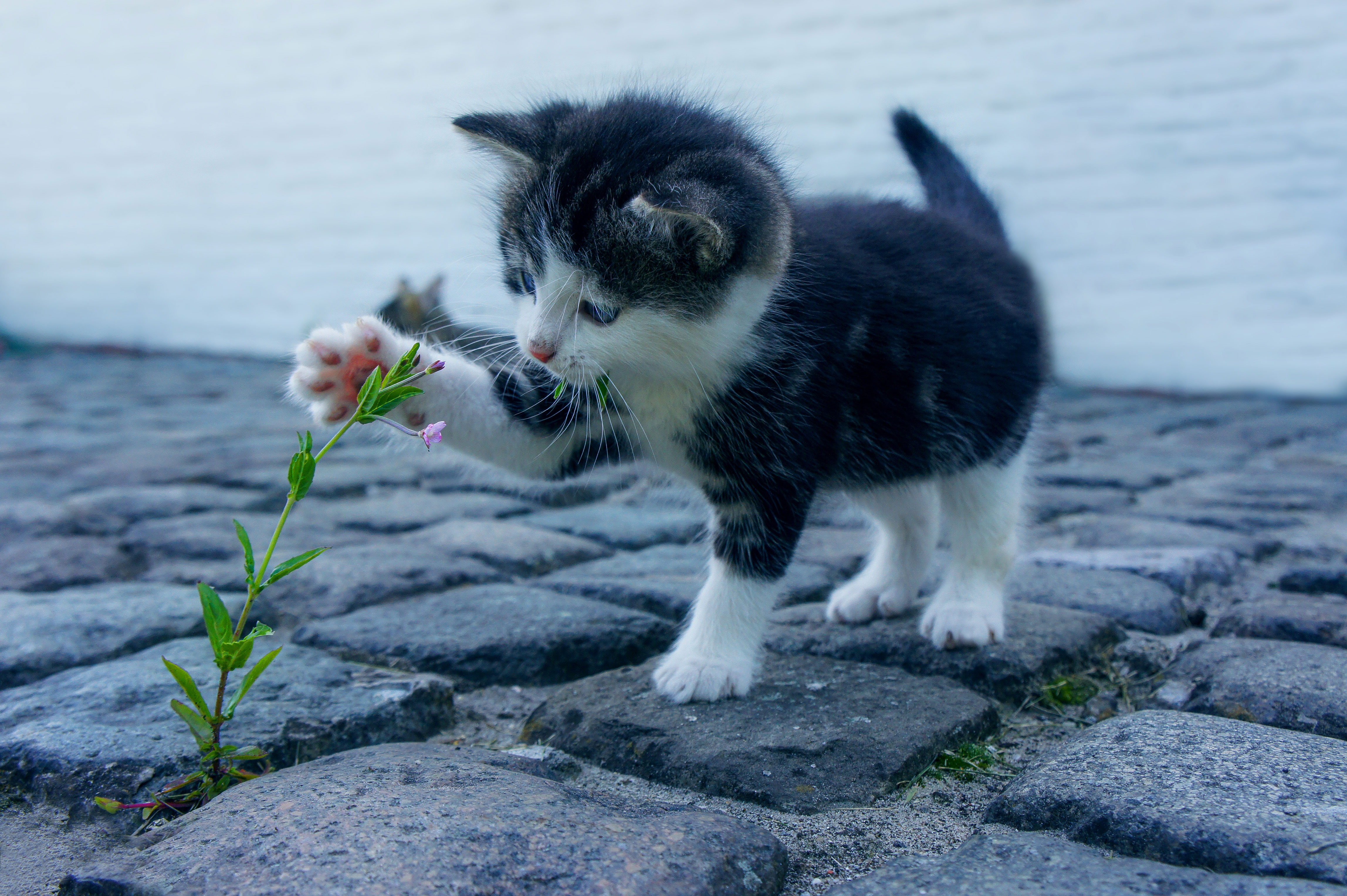
„Miezekatze“

Mieze (auch Miez oder Miese, Mies) in der Bedeutung „Katze“ ist im Deutschen seit dem 18. Jahrhundert belegt. Als Ursprung wird ein Kosename angenommen, ausgehend von lautmalendem „mi“, dem Ruf, mit dem die Katze ihre Jungen lockt. „Mieze“ als Bezeichnung einer Katze muss nicht ernst gemeint sein. Ende des 19. Jahrhunderts wurde „Miez“ jedoch noch in Brehms Thierleben verwendet. Es existieren außerdem die abgeleiteten Zusammensetzungen Miezekatze und Miezekätzchen.

## Weitere Verwendungen
- Mieze gilt als ein Kosename für Maria und Minna.[2]
- Die Erdbeersorte Mieze Schindler 1925 soll nach der Frau des Züchters Otto Schindler benannt worden sein.
- Eine vulgäre Verwendung im Sinne von „Mädchen“ oder „Bettgenossin“ wird auf eine Übertragung „Katze“ – „weibliches Geschlechtsorgan“ – „Frau“ zurückgeführt.[2]
- Mieze (bzw. Mieze Katz) ist auch der Künstlername der Sängerin der Band MIA.
- Mieze ist eine Hauptfigur im Roman Berlin Alexanderplatz.
- Die Fellzeichnung auf der Stirn zwischen den Augen der Katze erinnert an ein „M“. Das wurde der Gottesmutter Maria zugeschrieben, so dass darüber auch die Verbindung zum Kosenamen „Mieze“ besteht.

## Belege
1. 1 2  Mackensen – Großes Deutsches Wörterbuch, 1977.
2. 1 2 3 4 5 6  Kluge Etymologisches Wörterbuch der deutschen Sprache, 24. Auflage, 2002
3. ↑  Mackensen – Großes Deutsches Wörterbuch, 1977: „nicht ernst gemeint“, im Kluge stilistisch markiert
4. ↑  Digitales Wörterbuch der Deutschen Sprache, Lemma „Mieze“